# 西田千太郎
西田 千太郎（にしだ せんたろう、1862年11月9日（文久2年9月18日） - 1897年（明治30年）3月15日）は、島根県出身の日本の教育者。小泉八雲が最も信頼を寄せた人物として知られる。

## 生涯
文久2年（1862年）、現在の島根県松江市雑賀町に、松江藩士西田半兵衛の長男として生まれる。旧制松江中学校の授業助手として採用された後、文部省中等教員検定試験に合格し、心理、倫理、経済、教育の4科目の免許状を受けた。兵庫県姫路中学校、香川県済々学館勤務を経て、明治21年（1888年）島根県尋常中学校教頭となる。学校の再建に着手し、教授法の改善、経費の削減などに努めた。明治23年（1890年）小泉八雲（ラフカディオ・ハーン）を同校の英語教師として迎え、友好を深め、八雲と小泉節子との媒酌人もつとめた。
明治30年（1897年）結核を患い、36歳で短い生涯を終えた。
病気を患い欠勤がちではあったが教育界での人望は厚く、八雲と生涯の友情を保った人物として知られ、没後120年を記念して小泉八雲記念館で企画展が催された。

## 家族
- 父・西田半兵衛 - 松江藩士
- 妻・クラ - 明治17年に結婚し、一女三男を儲ける[2]
- 長男・哲二 - 東京帝国大学工学部に学んだが、30才で夭折[2]
- 次男・敬三（1891-1980） - 東京大学農学部水産学科卒業後、農商務省水産局、同水産講習所を経て、1922年より朝鮮総督府水産試験場技手・場長、1945年帰国し、広島大学水畜産学部教授・学部長[2]

## 来歴
- 1862年（文久2年） - 島根県松江市雑賀町に生まれる。
- 1873年（明治6年） - 藩立修道館に入学。
- 1873年（明治6年） - 雑賀小学校に入学。
- 1876年（明治9年） - 教員伝習校変則中学（松江中学校）に入学。
- 1880年（明治13年） - 松江中学校を退学。授業手伝となる。
- 1884年（明治17年） - 安食クラと結婚。
- 1885年（明治18年） - 長女キン誕生。松江中学校を退職。
- 1886年（明治19年） - 中等教員免許試験（心理学、倫理学、経済学、教育学）に合格。姫路中学校教員となる。
- 1887年（明治20年） - 坂出私立済々学館教長となる。
- 1888年（明治21年） - 長男哲二誕生。島根県尋常中学校教諭となる。
- 1889年（明治22年） - 島根県尋常中学校教頭心得兼務となる[3]。
- 1890年（明治23年） - 小泉八雲（ラフカディオ・ハーン）と出会い、同校講師に迎える。
- 1891年（明治24年） - 島根県尋常中学校校長心得となる[3]。
- 1891年（明治25年） - 次男敬三誕生。
- 1894年（明治26年） - 島根県私立教育会から功績賞を受ける。三男兵士郎誕生。
- 1895年（明治27年） - 日本弘道会松江支会長に就任。
- 1897年（明治30年） - 在職中病没（享年36歳）。

## 書籍
- 『西田千太郎日記 全一巻』島根郷土資料刊行会、1976年6月。 NCID BN11853383。
- 村松真吾編 編、常松正雄 訳『ラフカディオ・ハーン西田千太郎往復書簡』八雲会、2020年6月。 NCID BC01789509。全国書誌番号:23415617。